# Kenyas demografi
Kenya var 2023 på plats 27 av världens folkrikaste länder. Sedan mitten av 1900-talet har befolkningstillväxten varit dramatisk vilket kan härledas till höga födelsetal och sjunkande dödlighet. Kenyas befolkning utgörs, enligt The Kenya National Bureau of Statistics (KNBS), av 45 folkgrupper. Dessa är   indelade utifrån språkgrupperna bantu, nilo-sahariska och afro-asiatiska. Omkring 60 språk talas som modersmål i Kenya. Av dem är engelska och swahili officiella språk, trots att bara en liten majoritet har något av de språken som modersmål. Majoriteten av kenyanerna talar swahili, landets lingua franca, som andraspråk, och engelska, undervisnings- och myndighetsspråket, som tredjespråk. 
Religionsfrihet garanteras i Kenyas konstitution och generellt är toleransen mellan olika trosinriktningar hög. Majoriteten är dock kristna. Kenya tillhör de länder i världen som har flest invånare som lever med hiv, omkring 1 500 000 (2016). Tillsammans med malaria och tuberkulos står hiv för den högsta andelen av sjukdomsbördan i landet.

## Folkgrupper
Av folkräkningen 2019 framgick att kenyanerna i landet delades in i 45 folkgrupper, av The Kenya National Bureau of Statistics (KNBS). Flera av dessa folkgrupper delades vidare in i flera undergrupper. Till de 45 grupperna räknades inte invånare med annat medborgarskap.
| Folkgrupp     | Grupp          | Andel (%) vid folkräkning 2009 | Andel (%) vid folkräkning 2019 |
| ------------- | -------------- | ------------------------------ | ------------------------------ |
| Kikuyu        | Bantu          | 17,2                           | 17,1                           |
| Luhya         | Bantu          | 13,8                           | 14,3                           |
| Kalenjin      | Nilo-saharisk  | 12,9                           | 13,4                           |
| Luo           | Nilo-saharisk  | 10,5                           | 10,7                           |
| Kamba         | Bantu          | 10,1                           | 9,8                            |
| Somali        | Afro-asiatiska | 6,2                            | 5,8                            |
| Kisii (Gusii) | Bantu          | 5,7                            | 5,7                            |
| Mijikenda     | Bantu          | 5,1                            | 5,2                            |
| Meru (Ameru)  | Bantu          | 4,3                            | 7,2                            |
| Massai        | Nilo-saharisk  | 2,2                            | 2,5                            |
| Turkana       | Nilo-saharisk  | 2,6                            | 2,1                            |

Folkräkningen 2009 visade att 75 procent av befolkningen hörde till de fem största folkgrupperna Kikuyu (17 %), Kamba (10 %), Kalenjin (13 %), Luhya (14 %) och Luo (10 %). Enligt folkräkningen 2019 var den största folkgruppen Kikuyu som bestod av 8 148 668 personer och den minsta var Daholo som utgjordes av 575 personer.
Enligt East African community tillhör ungefär hälften av Kenyas befolkning bantufolk, vilka i sin tur delas in i olika undergrupper. Människorna identifierar sig i regel som en del av den etniska folkgruppen, mer än med den nationella identiteten, vilket påverkar till exempel traditioner och val av namn. De övriga grupperna kan inordnas under Nilo-sahariska och Afro-asiatiska folk. Etniska konflikter har, trots mångfalden, tills nyligen varit sällsynta. En av de större etniska konflikterna som uppstått var 1992 då 1 500 personer dödades i en sammandrabbning om mark.

### Bantufolk

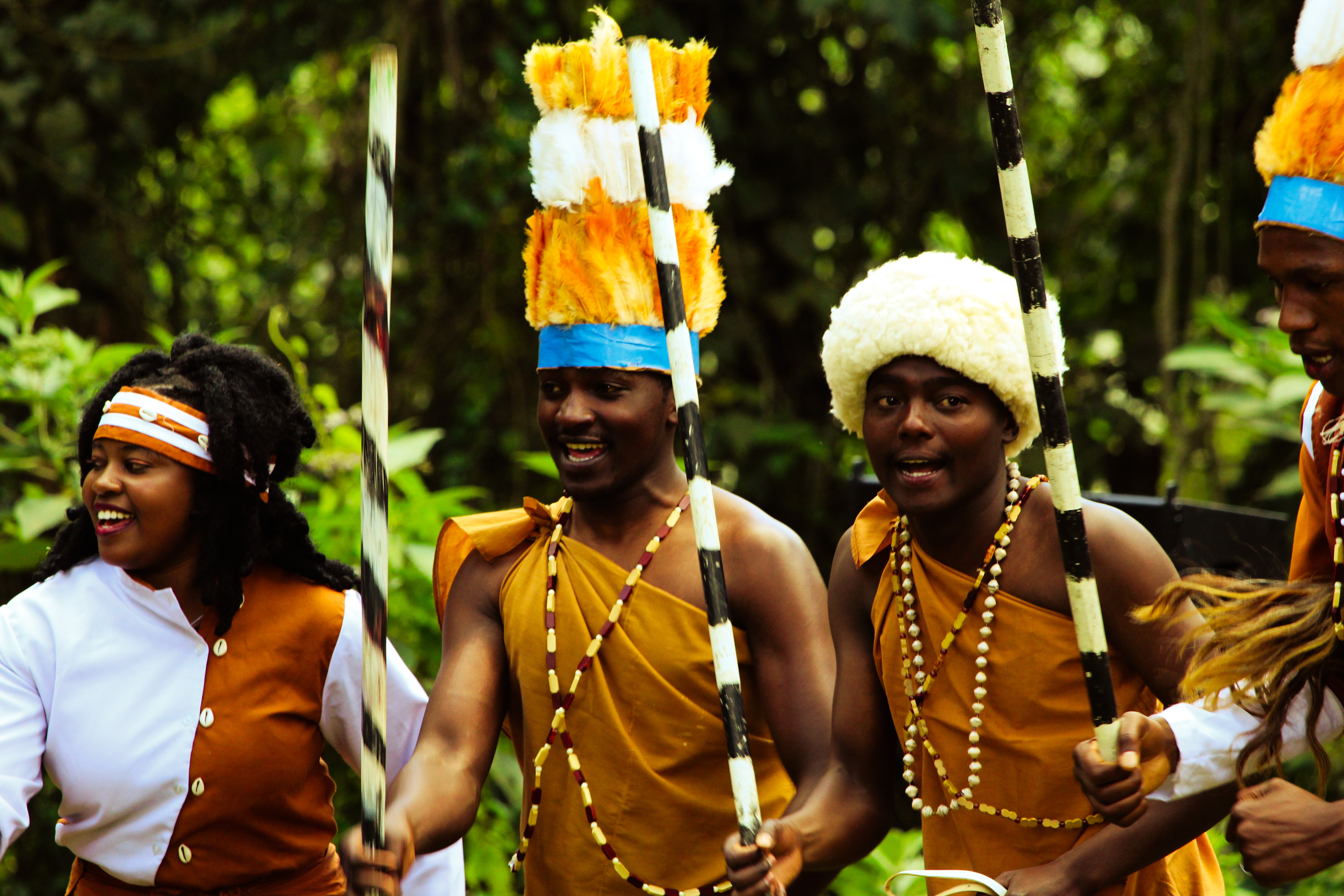
Traditionella dansare från Kikuyu.

Den största folkgruppen är bantufolken. Dessa återfinns företrädesvis i den södra tredjedelen av landet. Till bantufolket hör bland annat folken Kikuyu, Kamba, Meru (Ameru) och Mijikenda (Nyika). Dessa lever i de bördiga Central Rift-högländerna. Även Luhya och Gusii (Kisii) hör till bantufolket, dessa grupper lever vid Victoriasjön.
Andra bantufolk är Embu, Mbeere och Tharaka. Dessa lever i landets centrala delar. Folkgrupperna Kuria och Abasuba lever i landets västra delar medan Mijikenda, Taita, Taveta och Pokomo lever i kustområdet. Mijikenda återfinns förutom i högländerna även i kustområdet. Nedan presenteras de olika bantufolken enligt folkräkningen 2019:
|           | Folkgrupp                                   | Undergrupper |
| --------- | ------------------------------------------- | --- |
| Bantufolk | Bajuni (Bajun, Bajun Shirazi eller Shirazi) | |
| Bantufolk | Embu                                        | |
| Bantufolk | Gosha                                       | |
| Bantufolk | Kamba                                       | |
| Bantufolk | Kikuyu (Agikuyu, Gikuyu)                    | |
| Bantufolk | Kisii (Gusii, Kosova)                       | |
| Bantufolk | Kuria (Abakuria)                            | |
| Bantufolk | Makonde (Maconde)                           | |
| Bantufolk | Meru (Ameru)                                | |
| Bantufolk | Mijikenda (Nyika)                           | - Choayi - Digo (Wafundi, Wasakwa) - Duruma - Giriama - Jibana - Kambe - Kauma - Rabai - Ribe |
| Bantufolk | Luhya (Luyia, Baluhya, Abaluyia, Abaluhya)  | - Abakhenye - Bakmayo - Banyala - Banyore - Batsotso - Batura - Bukusu (Babukusu, Kitosh) - Idakho - Isukha - Kabras - Kisa - Marachi - Maragoli (Logoli, Ava-Logooli) - Marama (Mulembe) - Samia - Tachoni - Tiriki - Wanga |
| Bantufolk | Mbeere                                      | |
| Bantufolk | Pokomo (Malachini)                          | |
| Bantufolk | Suba (Abasuba)                              | |
| Bantufolk | Swahili                                     | - Amu - Barawa - Chitundi - Jomwu - Munyoyaya (Miuyeyaya) - Mvita - Ngare - Pate - Siu - Vumba - Wachangamwe - Wafaza - Wakatwa - Wakilifi - Wakilindini - Wamtwapa - Washaka - Watangana - Watikuu                          |
| Bantufolk | Taita                                       | |
| Bantufolk | Taveta (Wataveta)                           | |
| Bantufolk | Tharaka                                     | |
| Bantufolk | Walwana (Malakote, Ilwana)                  | |

### Nilo-sahariska folk
Den nästa största folkgruppen är den nilo-sahariska. Dit hör folken Kalenjin, Luo, Maasai, Samburu och Turkana.

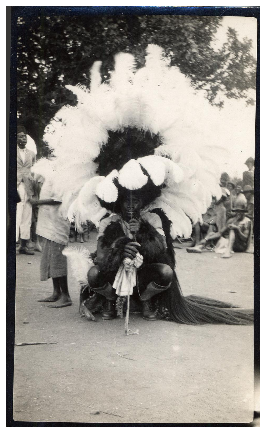
Traditionell dansare från Luo. Bilden är tagen mellan 1900 och 1960.

Luo-folket är en lantliga folkgrupp som lever i  de lägre delarna av den västra platån medan de Kalenjin-talande människorna ockuperar de högre delarna av den. Massaierna, Samburu och Turkana är nära relaterade och alla tre är pastorala nomader. Massaierna lever i den södra regionen som gränsar till Tanzania, medan Samburu och Turkana lever i den torra nordväst.
Nedan presenteras de olika nilosahariska folken enligt folkräkningen 2019:
|                    | Folkgrupp         | Undergrupper |
| ------------------ | ----------------- | --- |
| Nilosahariska folk | El molo           | |
| Nilosahariska folk | Ilchamus (Njemps) | |
| Nilosahariska folk | Kalenjin          | - Arror - Cherangany - Endo - Endorois - Keiyo - Kipsigis - Lembus - Marakwet - Nandi - Ogiek (Okiek, Dorombo) - Pokot - Sabaotikony (Bong'omek) - Samor - Senger - Sengwer (Cherang'any, Sekker, Siger, Sigerai, Segelai, Senguer, Senguel eller Jangwel) - Terik - Tugen |
| Nilosahariska folk | Luo               | |
| Nilosahariska folk | Massai            | |
| Nilosahariska folk | Samburu           | |
| Nilosahariska      | Teso              | |
| Nilosahariska folk | Turkana           | |

### Afro-asiatiska folk

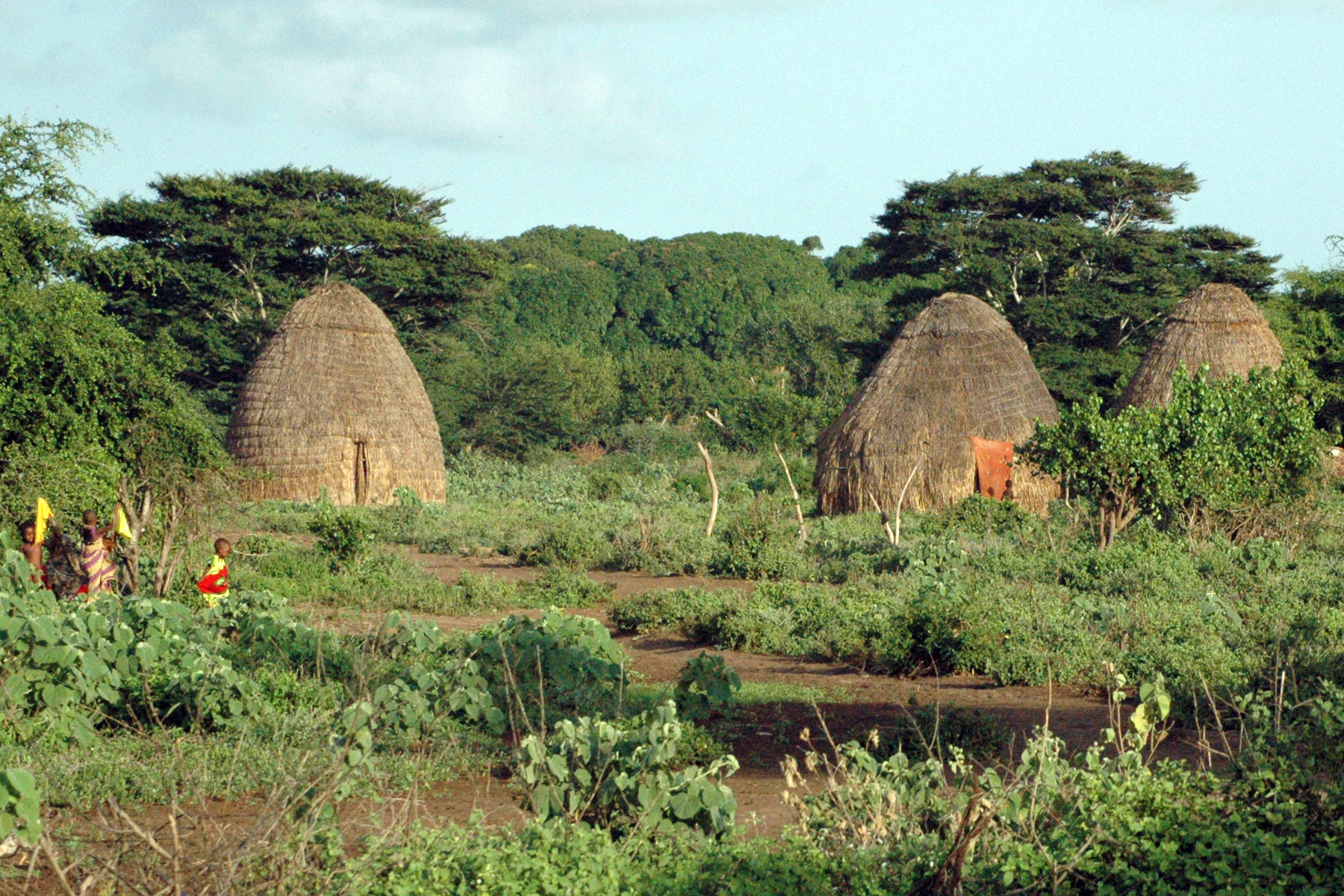
Bostäder tillhörande Ormafolket, en undergrupp till Oromo.

En bråkdel av Kenyas befolkning tillhör de afro-asiatiska folken (kushitisktalande folk). De lever i de torra och halvtorra regionerna i norr och nordost. Till den afro-asiatiska folkgruppen hör undergrupperna Somali och Oromo, båda är herdefolk i områden som drabbas av återkommande svält, torka och ökenspridning. Gruppen somali lever i gränsområdet mot Somalia medan Oromo lever i gränsområdet till Etiopien. Till den afro-asiatiska gruppen hör även undergruppen Burji. Den härstammar från etiopiska arbetare som hämtades på 1930-talet för att bygga vägar i norra Kenya.
Nedan presenteras de olika afroasiatiska folken enligt folkräkningen 2019:
|                                 | Folkgrupp                                                               | Undergrupper                                                                             |
| ------------------------------- | ----------------------------------------------------------------------- | ---------------------------------------------------------------------------------------- |
| Afroasiatiska folk (Kushitiska) | Borana (Oromo)                                                          |                                                                                          |
| Afroasiatiska folk              | Burji                                                                   |                                                                                          |
| Afroasiatiska folk (Kushitiska) | Gabra                                                                   |                                                                                          |
| Afroasiatiska folk (Kushitiska) | Konso                                                                   |                                                                                          |
| Afroasiatiska folk              | Orma                                                                    | - Galla - Wardei                                                                         |
| Afroasiatiska folk (Kushitiska) | Rendille                                                                |                                                                                          |
| Afroasiatiska folk (Kushitiska) | Somali                                                                  | - Ajuran - Degodia - Gurreh - Hawiyah - Isaak - Leysan - Murule - Ogaden - Corner tribes |
| Afroasiatiska folk (omotiska)   | Dasenach (Daasanech, Galeba, Guleb, Marille, Merille, Reshait, Reshiat) | - Merile                                                                                 |
| Afroasiatiska folk (omotiska)   | Dorobo (Masaai Dorobo, Ndorobo)                                         |                                                                                          |
| Afroasiatiska folk (omotiska)   | Sakuye                                                                  |                                                                                          |

### Övriga folkgrupper
Utöver de tre etniska afrikanska folkgrupperna har landet även en stor grupp som härstammar från indiska och pakistanska immigranter. Dessa flyttade ursprungligen till Kenya under den tid de styrdes av det brittiska kolonialstyret, se Brittiska Östafrika. Dessa lever i städer som Kisumu, Mombasa och Nairobi, där de ägnar sig åt olika affärsaktiviteter. Kvar efter den koloniala befolkningen är europeiska kenyaner, mestadels av brittiskt ursprung. Majoriteten av dessa har lämnat Kenya efter självständigheten men de som stannade lever i Mombasa och Nairobi. Längs kusten lever swahilier. De är en grupp som tillkommit genom äktenskap mellan araber och bantufolk. Det är också Swahili som används som lingua franca i Kenya och officiellt språk.
Nedan presenteras de olika övriga folken (som ej nämnts ovan) enligt folkräkningen 2019:
|                  | Folkgrupp                      | Undergrupper |
| ---------------- | ------------------------------ | ------------ |
| ?                | Wayyu                          |              |
| Övriga (Khoisan) | Aweer (Waata, Awer eller Boni) |              |
| Övriga (Khoisan) | Dahalo (Sanye, Waboni)         |              |
| Övriga (nubiska) | Nubi                           |              |
| Övriga           | Amerikanska immigranter        |              |
| Övriga           | Arabiska immigranter           |              |
| Övriga           | Asiatiska immigranter          |              |
| Övriga           | Europeiska immigranter         |              |

## Migration
Under 1960- och 1970-talen utvandrade många kenyaner till Storbritannien – den tidigare kolonialmakten – för högre studier. När immigrationsreglerna i Storbritannien skärptes blev istället USA, dåvarande Sovjetunionen och Kanada attraktiva studiemål. Under de två påföljande decennierna stagnerade Kenyas ekonomi och de politiska problemen växte. Detta ledde till att kenyanska studenter och yrkesverksamma utvandrade permanent till länder i västra och södra Afrika. Trots detta har landet, av flyktingar från våldsamma konflikter i grannländerna, ansetts relativt stabilt sedan självständigheten. Kenya var, enligt uppgifter från 2023, Afrikas  näst största mottagare av flyktingar (efter Etiopien). De flesta kommer från de stora sjöarna och Afrikas horn. De som flyr från konflikterna i Sydsudan anländer till Kakuma i norra Kenya och de somaliska flyktingarna till Dadaab i Garissa County, i den tidigare nordöstra provinsen. År 2017 fanns 489 957 flyktingar och asylsökande i landet,  varav 313 255 från Somalia och 103 201 från Sydsudan. Året innan utgjorde antalet internflyktingar i landet 138 000 och antalet statslösa samma år var 20 000.

## Språk
Omkring 60 språk talas som modersmål i Kenya. Av dem är engelska och swahili officiella språk, trots att bara en liten majoritet har något av de språken som modersmål. Majoriteten av kenyanerna talar swahili, landets lingua franca, som andraspråk, och engelska, undervisnings- och myndighetsspråket, som tredjespråk. Av de inhemska kenyanska språken är en majoritet bantuspråk, men även flera nilotiska språk och kushitiska språk talas i landet. De största språken (fler än en miljon modersmålstalare inom landet) är kikuyu, gusii, kalenjin, kamba, luo, luhya och meru.
|  |  |

|  |  |

|  |  |

|  |  |

|  |  |

|  |  |

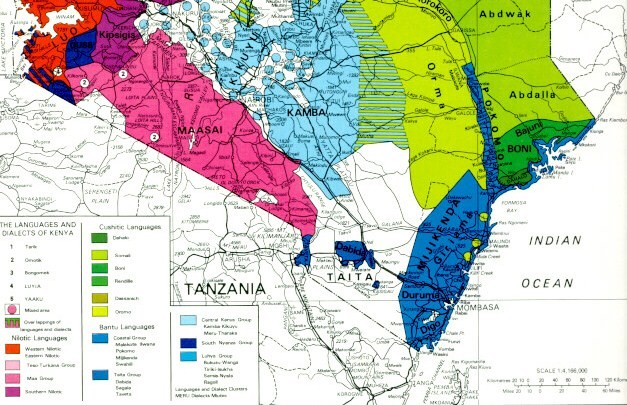
Språk och dialekter i Kenya:
Nilotiska språk Bantuspråk
Kushitiska språk

År 2015 var läs- och skrivkunnigheten bland personer 15 år och äldre 78,0 procent. Den var högte bland män, 81,1  procent, än bland kvinnor där andelen var 74,9 procent.

## Religion
Religionsfrihet garanteras i Kenyas konstitution och generellt är toleransen mellan olika trosinriktningar hög. Både kristna och muslimska grupper är tillåtna att sända program på radio och tv. De religiösa samfund som är registrerade kan ansöka om skattebefrielse. Det är oproblematiskt för medlemmar från olika kristna samfund att ingå äktenskap, men det förekommer att kristna förväntas konvertera till islam i de fall en kristen vill ingå äktenskap med en muslim. En stor andel av landets muslimer upplever sig diskrimerade, exempelvis genom att utveckling i muslimskt dominerade områden förhindras av staten och företag och att de utsätts för trakasserier som en följd av landets terroristbekämpningslagar.
| Religiös tillhörighet           | Andel (%) vid folkräkning 2009 |
| ------------------------------- | ------------------------------ |
| Protestanter                    | 47,7                           |
| Katoliker                       | 23,5                           |
| Övriga kristna                  | 11,9                           |
| Muslimer                        | 11,2                           |
| Inhemska religioner             | 1,7                            |
| Hinduer                         | 0,1                            |
| ser sig själva som ej religiösa | 2,4                            |
| Övriga                          | 1,5                            |
| Okända                          | 0,2                            |

De traditionella trosföreställningarna är fortsatt viktiga även bland många som är kristna.

### Kristendom
Kristendomen etablerades tidigt i Kenya och majoriteten av befolkningen är kristna. Det fanns över hundra kristna trossamfund av olika karaktär 2010, varav pingströrelsen var en av de mest framgångsrika. Omkring 15 procent av befolkningen deltog i olika pingstförsamlingar. Ett flertal av de internationella kristna organisationerna, däribland ekumeniska All Africa Conference of Churches, har sitt administrativa centrum i Nairobi.

### Islam
Det är inte fastställt när islam nådde Kenya, men en kufisk inskription på Zanzibar, i nuvarande Tanzania, berättar om byggandet av en moské 1107. Detta visar att det fanns en betydande muslimsk bosättning där. Majoriteten av landets muslimer bor längs kusten och mot gränsen till Somalia.

## Hälsa

### Smittsamma sjukdomar
Kenya tillhör de länder i världen som har flest invånare som lever med hiv, omkring 1 500 000 (2016) vilket motsvarar 5,9 procent av befolkningen. År 2015 uppgick antalet dödsfall på grund av hiv/aids per år till 35 800. Hårdast drabbat var den tidigare Nyanzaprovinsen i västra delen av landet. Framförallt var det de fyra områdena Siaya, Homa Bay, Kisumu och Migori i provinsen som hade extremt hög hiv-prevalens. Enligt AIDS Indicator Survey 2012 levde 25 procent av de vuxna invånarna i  Siaya och Homa Bay med hiv. Bakomliggande orsaker är bland annat att det är samhällen med historiskt låga omskärelser av män och att kvinnliga sexarbetare bidrar väsentligt till smittspridningen i denna region.
Tillsammans med malaria och tuberkulos står hiv för den högsta andelen av sjukdomsbördan i landet. Enligt uppgifter från 2017 hade andelen smittade med malaria sjunkit från 14 till 8 procent, men var fortfarande ett allvarligt hälsoproblem. Smittan var ojämnt fördelad över landet, exempelvis var sjöregionen hårt drabbat med en malariaprevalens på 27 procent. Kenya hade fram till 2017 gjort framsteg i kontroller av tuberkulos, men fortfarande upptäcktes inte omkring 40 procent av förekomsterna enligt en undersökning utförd 2016. Dessutom har det uppstått  läkemedelsresistent tuberkulos vilket ytterligare förvärrat spridningen av sjukdomen.

### Icke-smittsamma sjukdomar
Kenya förklarades Guineamask fritt av Världshälsoorganisationen 2017. År 2014 uppgick andelen av den vuxna befolkningen som led av fetma till 5,9 procent. Andelen underviktig barn under fem år uppgick samma år till 11,0 procent.

### Mortalitet

#### Barn
Mellan åren 2008 och 2014 minskade spädbarnsdödligheten och dödligheten bland barn under fem år från 52 till 39 dödsfall per 1 000 levande födda respektive från 74 till 52 dödsfall per 1 000 levande födda. Detta kan delvis förklarad av att allt fler barn ammas, exempelvis ökade antalet barn under sex månader som helammades från 61,4 procent (2013/14) till 77 procent (2016/17). Däremot minskade andelen barn under ett år som är fullt vaccinerade från 89 procent (2013/14) till 78 procent (2016/17).

#### Vuxna
De vanligaste dödsorsakerna i Kenya (2017) var sjukdomar som också blev allt vanligare nämligen:
- Hjärt- och kärlsjukdomar
- Diabetes
- Psykiska störningar

År 2015 uppgick förekomsten av diabetes bland vuxna (15-69 år) till 1,9 procent. Av dessa var det ungefär sju procent som hade effektiv behandling.
Mödradödligheten 2015 uppgick till 510 dödsfall per 100 000 födslar.

## Befolkningsutveckling
Kenya var 2023 på plats 27 av världens folkrikaste länder. Sedan mitten av 1900-talet har befolkningstillväxten varit dramatisk vilket kan härledas till höga födelsetal och  sjunkande dödlighet. Vidare ingås äktenskap tidigt och det finns ett otillfredsställt behov av familjeplanering. Kenya var det första landet söder om Sahara 1967 som lanserade ett rikstäckande familjeplaneringsprogram. Trots detta har framstegen med att minska födelsetalen stagnerat sedan slutet av 1990-talet, då regeringen minskade sitt stöd till familjeplanering för att fokusera på hiv-epidemin. I början av 2020-talet var omkring 40 procent av kenyanerna under 15 år och den   ihållande snabba befolkningstillväxt belastade  arbetsmarknaden, sociala tjänster, åkermark och naturresurser.
| Befolkningsutvecklingen i Kenya 1960–2020 | Befolkningsutvecklingen i Kenya 1960–2020 | Befolkningsutvecklingen i Kenya 1960–2020 | Befolkningsutvecklingen i Kenya 1960–2020 | Befolkningsutvecklingen i Kenya 1960–2020 |
| --- | ----------------------------------------- | ----------------------------------------- | ----------------------------------------- | ----------------------------------------- |
| |                                           |                                           |                                           |                                           |
| År |                                           |                                           | Folkmängd                                 |                                           |
| 1960 | 1960                                      |                                           | 7 751 435                                 |                                           |
| 1965 | 1965                                      |                                           | 9 417 207                                 |                                           |
| 1970 | 1970                                      |                                           | 11 473 087                                |                                           |
| 1975 | 1975                                      |                                           | 13 651 908                                |                                           |
| 1980 | 1980                                      |                                           | 16 187 124                                |                                           |
| 1985 | 1985                                      |                                           | 19 452 161                                |                                           |
| 1990 | 1990                                      |                                           | 23 162 269                                |                                           |
| 1995 | 1995                                      |                                           | 26 878 347                                |                                           |
| 2000 | 2000                                      |                                           | 30 851 606                                |                                           |
| 2005 | 2005                                      |                                           | 35 843 010                                |                                           |
| 2010 | 2010                                      |                                           | 41 517 895                                |                                           |
| 2015 | 2015                                      |                                           | 46 851 488                                |                                           |
| 2020 | 2020                                      |                                           | 51 985 780                                |                                           |
| Anm: Invånartalet uppskattades i juli 2018 av The World Factbook till 48 397 727 invånare, medan FN uppskattade befolkningen 1 juli 2016 till 47 251 000. |                                           |                                           |                                           |                                           |

Fram till 2023 hade åtta folkräkningar hållits i landet. Vid folkräkningen 2019 uppgick antalet invånare till 47 564 296. Då hade befolkningsutvecklingen minskat från 2,9 procent (2009) till 2,2 procent. Vid folkräkningen som hölls den 24 augusti 2009 och då uppgick den faktiskt befintliga befolkningen i Kenya (de facto) till 38 610 097 invånare, varav 19 192 458 män och 19 417 639 kvinnor. Folkräkningar hade tidigare hållits 1999, 1989, 1979, 1969, 1962 och 1948.

### Övriga befolkningsdata

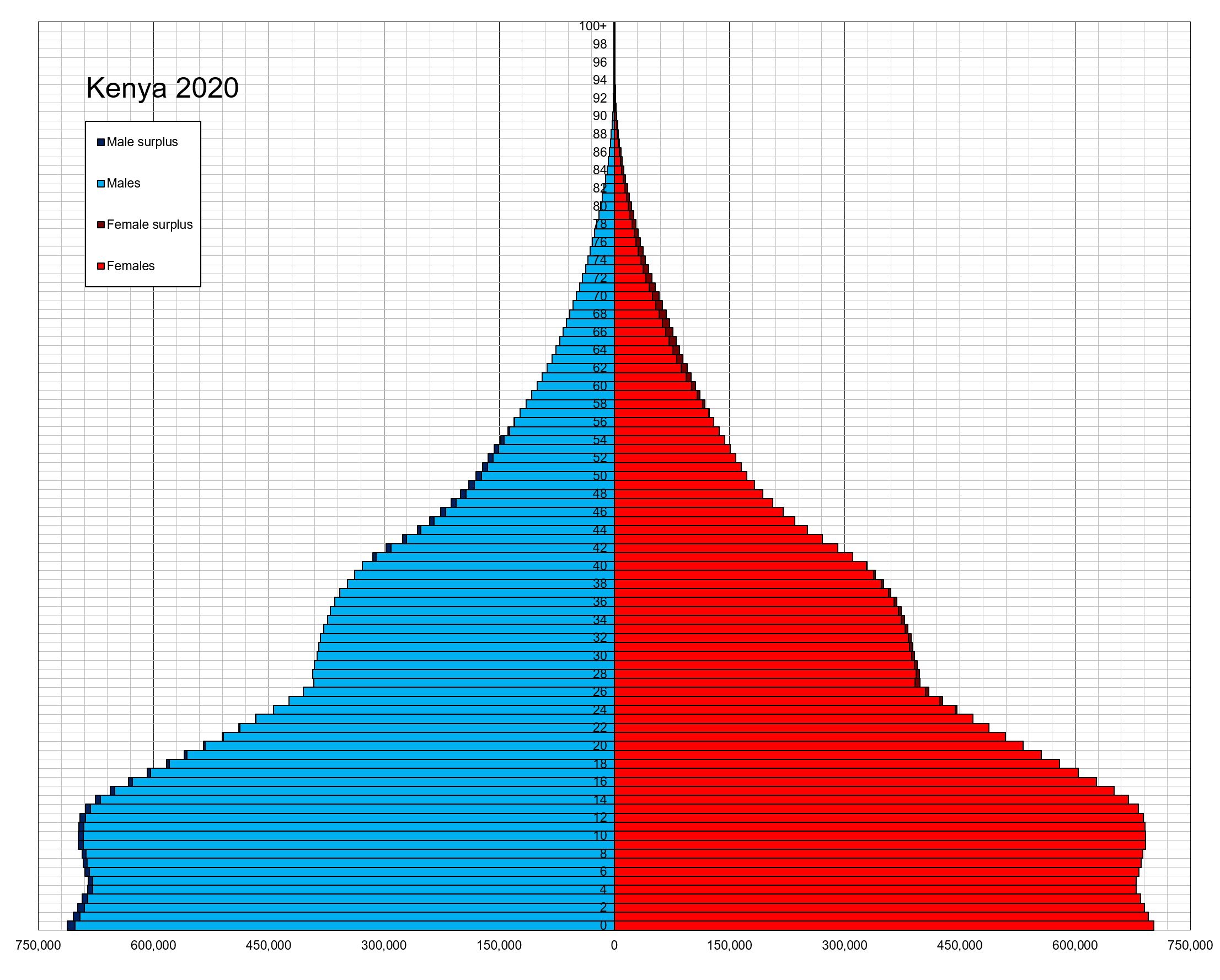
Kenyas befolkningspyramid 2020.

#### Medianålder
Befolkningens medianålder: 19,5 år (2016) Mäns medianålder: 19,4 år (2016)        Kvinnors medianålder: 19,6 år (2016)
Befolkningens medianålder: 20 år (2020 est.) Mäns medianålder: 19,9 år (2020 est.)        Kvinnors medianålder: 20,1 år (2020 est.)         I jämförelse med världen: Plats 195

#### Könsfördelning*
1,00 män per kvinna (2022 est.)
*Avser hela befolkningen

#### Moderns medianålder vid första barnets födelse*
20,3 år (2014 est.)
* Avser mödrar i åldern 25–49 år.